# متسلقة الحلزون
متسلقة الحلزون (الاسم العلمي: Cochliasanthus caracalla)، هو نبات مزهر بقولي من عائلة بقولية نشأ في أمريكا الجنوبية الاستوائية وأمريكا الوسطى. اسمها العلمي مستوحى من كلمة من كلمة الحلزون بالبرتغالية.
متسلقة الحلزون نبات عشبي متسلق له جذور درنية وهو سريع في النمو، يكون دائم الخضرة وهو معمر أيضا، له أوراق بيضاوية كبيرة لينة ذات لون أخضر متدرج يصل طولها من مترين إلى 6 أمتار. تنتج النبتة قرونا طويلة تحتوي على البذور، وأفضل الأماكن لزراعتها في المناطق المعتدلة أو الحارة نسبيا تحت أشعة الشمس المباشرة وفي تظليل جزئي مع سقاية متوسطة.
متسلقة الحلزون أيضا نبات عشبي متسلق ذو جذور درنية سريع النمو ـ خاصة بعد السنة الأولى ـ دائم الخضرة معمر ؛ كما و قد يكون حوليا اذا زرع في بيئة باردة
أوراقه بيضاوية كبيرة لينة الملمس ذات اخضرار متدرج تتموضع متقابلة على الساق الذي يمكن ان يصل في تسلقه وامتداده من مترين حتى ستة أمتار.

## الوصف

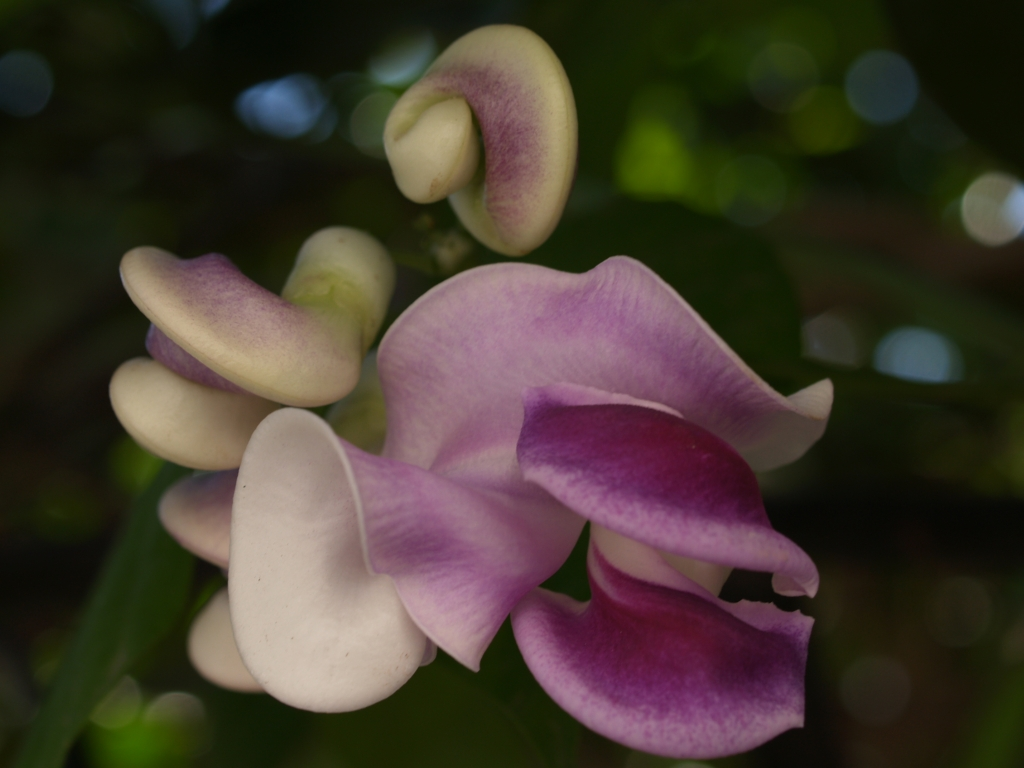
بتلات بيضاء متموجة ذات خطوط أرجوانية تحيط بها براعم حلزونية غير ناضجة من نفس اللون.

يقال إن الأزهار الأرجوانية، غير العطرة، الغازية "Phaseolus giganteus" لها أزهار على شكل حلزون أو صدفة الحلزون، ومن هنا أصل الاسم الشائع. وبالمقابل إن أزهار «متسلقة الحلزون» متعددة الألوان والرائحة وغير الغازية تحتوي على أزهار على شكل مفتاح أو على شكل قوقعة نوتيلوس (حيوان من الرخويات البحرية السطحية)، ومن هنا أصل هذا الاسم الشائع. على الرغم من أن البعض يزعم أن أوراق أحد الأنواع تكون أغمق وذات حجم مختلف مقارنة بأوراق النوع الآخر، إلا أنه من الصعب التمييز بين هذين النباتين من خلال أوراق النبات وحدها.
كانت هناك حالات متعددة حيث نما كلا النوعين (Phaseolus giganteus ومتسلقة الحلزون) جنبًا إلى جنب لسنوات، ليتم اكتشاف بعد ذلك أنهما ليسا من نفس وذلك فقط بعد ازدهار النبات الأقل نضجًا في النهاية. يُقال أن كلا النباتين يتم تلقيحهما بواسطة النمل، لذلك بدون النمل ينتج النبات القليل من البذور أو لن ينتج أي منها، على الرغم من أنه يتم تلقيح متسلقة الحلزون بواسطة النحل في الأرجنتين، وهي موطنها الأصلي.

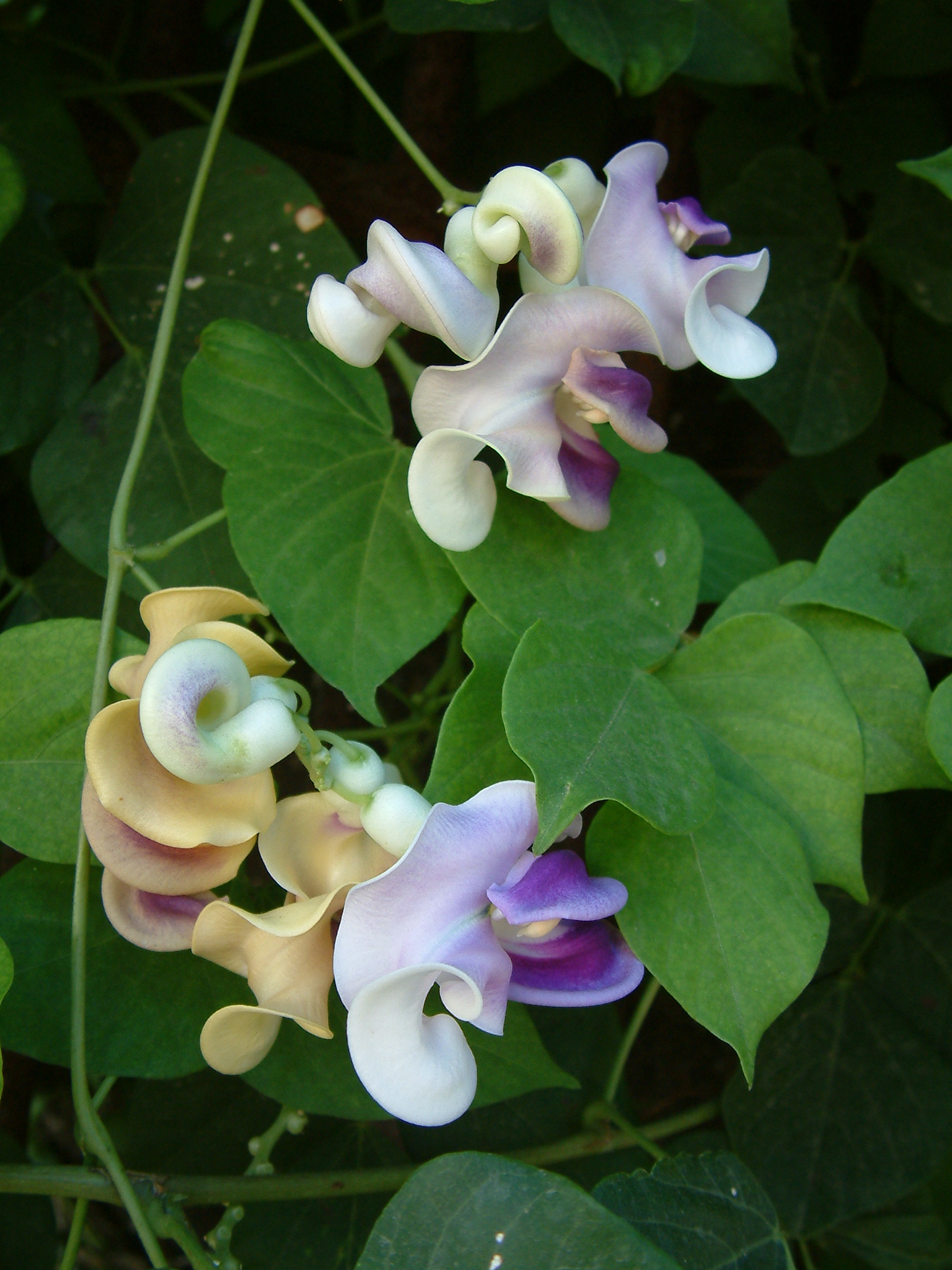
توضح هذه الصورة مدى تميز شكل وألوان بتلات هذا النبات.

### كرمة ذات لولب فليني Corkscrew vine
الكرمة ذات اللولب الفليني من متسلقة الحلزون، لها رائحة قوية وزهور متعددة الألوان، ولولبية الشكل وليست نباتًا غازيًا.

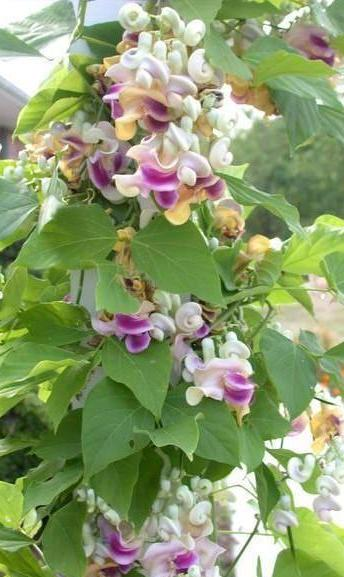
زهور متموجة متعددة الألوان وبراعم لولبية معلقة في مجموعات

وبشكل أكثر تحديدًا، تكون الأزهار بيضاء مع خطوط أرجوانية تتلاشى لتصبح في لون القشدة ثم تتحول إلى اللون الأصفر مع تقدم العمر. يتعلقون في مجموعات طولها اثني عشر بوصة. الأزهار شديدة التموج والأزهار غير الناضجة تشبه
إلى حد كبير الحلزونات أو المفاتيح اللولبية متعددة الألوان. ينمو هذا النبات ببراعم بيضاء تنتج الرحيق الذي يجذب النمل ثم يقوم بتلقيح الأزهار. تم تشبيه العطر الذي تطلقه بالويستريا الصينية والياسمين والمغنوليا. يُزعم أنه يمكن شم رائحة النبات من على بعد 15 قدمًا. وبالنسبة للقدرة على تحمل الطقس فإن Corkscrew Vine أقل تحملاً للصقيع من Snail Vine.

زهرة كرمة الحلزون

### كرمة الحلزون Snail vine
كرمة الحلزون، فاسولوس جيغانتيوس (Phaseolus giganteus)، طيبة الرائحة.
زهور هذا النوع صلبة، أرجوانية شاحبة. تتكون أزهارها، التي تنمو بمفردها أو في مجموعات صغيرة، من أربع بتلات: نصف دائرة كبيرة مموجة في الأعلى، وبتلتان على شكل قطرة دمعة تشير إلى الداخل، وبتلة رقيقة منتصبة مجعدة تنبت من مركز الزهرة. اعتمادًا على زاوية الرؤية، يمكن أن تظهر البتلتان السفليتان وكأنهما بتلة واحدة تشبه إلى حد كبير البتلة العلوية الكبيرة. عندما يحدث هذا، تتجمع البتلات الرئيسية الثلاث معًا لتشكيل شكل محار مفتوح. قد يكون لمركز الزهرة ونهاية النحافة المنتصبة مساحة صغيرة من اللون الأصفر و/ أو الأبيض ولكن اللون عادة ما يكون باهتًا ويمكن ملاحظته فقط عند الفحص الدقيق.